# Eyvind Berger
Eyvind Rüssel Poul Berger (28. juli 1923 i København - 29. august 2014) var en dansk fodboldspiller som vandt DM med B.93 i 1946, hvor han spillede 93 kampe og scorede 36 mål i perioden 1942-1952. Derudover spillede han en U23-landskamp mod Sverige i 1946, hvor han scorede et mål på straffespark .
Eyvind Berger boede som dreng i Brumleby. Han begyndte som ungdomsspiller i Skjold og kom som 9-årig til B.93, hvor også naboens drenge, de fem Nielsen-brødre (Henry, Arno, Helmut, Bent og Svend), spillede. Som ungdomsspiller blev han trænet af Michael Rohde, Kaj Hansen og Carl Skomager Hansen.
Berger som var en udpræget venstrebenet angriber og var med da B.93 vandt klubbens seneste DM i 1946. Det år scorede han 14 mål, et mindre end Jørgen Leschly Sørensen, der blev 1. divisions topscorer. 
Efter den aktive karriere blev Berger træner. I perioden 1956-1962 var han junior- og ynglingetræner i B.93. Han blev derefter træner i Hellerup Idrætsklub og Frederiksberg Boldklub. Han sluttede som træner 1977.
Under besættelsen flygtede Berger til Sverige, da tyskerne ville arrestere ham for hans modstandsarbejde. I Sverige kom han med på ""Flygtninge-landshold"" , hvor han spillede sammen med bl.a. Eigil Nielsen (KB), Arno Nielsen (B.93) og Ralf Ginsborg (HIK). 
Berger var udlært smed, og har arbejdet på Burmeister & Wain og Orlogsværftet.